# Relaciones España-Togo
Las relaciones España-Togo son las relaciones bilaterales entre estos dos países. Togo no tiene una embajada en Madrid pero su embajada en París está acreditada para España, pero tienen consulado en Barcelona. España tampoco tiene una embajada en Togo pero su embajada en Acra, Ghana está acreditada para este país, además tiene un consulado en Lomé.

## Relaciones diplomáticas
Las relaciones bilaterales se consideran cordiales y amistosas, sin problemas o contenciosos bilaterales significativos pero también carentes de relaciones regulares más allá de visitas puntuales de autoridades de uno y otro país.
Las relaciones entre España y Togo fueron relanzadas con la visita oficial a Lomé del expresidente del Gobierno, José Luis Rodríguez Zapatero, en junio de 2009, acompañado por el ministro de Asuntos Exteriores y Cooperación, el ministro de Justicia y la Directora de la AECID y en cuyo marco tuvo lugar la firma de sendos Memorandos de Entendimiento en materia de consultas políticas y cooperación para el desarrollo, que constituyen una buena base para profundizar en la relación bilateral.
En julio de 2014 tuvo lugar la visita del Ministro de Asuntos Exteriopes de Togo, Dussey a Madrid, visita que supuso un nuevo impulso a las relaciones bilaterales con Togo, incluido en el ámbito comercial donde existen oportunidades para las empresas españolas, especialmente en infraestructura y construcción de viviendas.
Además del apoyo al proceso de reformas democráticas en curso y el impulso de la presencia de empresas españolas, algunos ámbitos de la relación bilateral susceptibles de impulso son el diálogo en materia de derechos humanos, la cooperación para el desarrollo, y la cooperación en materia de migración y seguridad marítima.

## Relaciones económicas
Las relaciones económicas y comerciales se intensificaron en la década de 2010 sensiblemente. En 2011 y 2012 se duplicaron las exportaciones de España a Togo.
Las exportaciones españolas al país africano son muy modestas, pero han aumentado a un ritmo muy elevado. Entre 2010 y 2011 las exportaciones pasan de los 17 a los 70 millones de euros y estas cifras se duplican en 2012, pasando a 155 millones de euros. En 2013 continúa el crecimiento de las exportaciones españolas con una cifra récord de 213 millones de euros. La última cifra disponible en el año 2015 denota una bajada en las exportaciones hasta los 123 millones de euros. Togo ocupa el puesto número 96 en el ranking de clientes de España.

## Cooperación
Togo no ha sido tradicionalmente país prioritario de cooperación para España, si bien la región de África Occidental sí es considerada una región prioritaria para la cooperación española.
El 23 de junio de 2009, con ocasión de la visita oficial a Lomé del Presidente del Gobierno y el ministro de Asuntos Exteriores y Cooperación, fue firmado un Memorando de Entendimiento en materia de Cooperación, en el que ambos países manifiestan su voluntad de colaborar para la consecución de los Objetivos de Desarrollo del Milenio.